# Ectropothecium carolinarum
Ectropothecium carolinarum är en bladmossart som beskrevs av Brotherus 1901. Ectropothecium carolinarum ingår i släktet Ectropothecium och familjen Hypnaceae. Inga underarter finns listade i Catalogue of Life.